# グレゴリウス2世 (ローマ教皇)
グレゴリウス2世（Gregorius II, 669年? - 731年2月11日）は、第89代ローマ教皇（在位：715年5月19日 - 731年2月11日）。

## 生涯
出身はローマ。家系は裕福な資産家だったと伝わり、教皇就任前は助祭や司書を歴任する。やがて、先代のコンスタンティヌスの有力な側近となって東ローマ帝国との和解交渉で活躍した。そのため、コンスタンティヌスが715年4月9日に死去すると、5月19日に教皇に選出された。
この頃、ランゴバルド王国のリウトプランドによるイタリア侵略もあり、グレゴリウス2世はリウトプランドと交渉してローマでの略奪や侵略をやめさせたりした。また、東ローマ皇帝レオーン3世がイタリアの支配地に重税を課そうとするのに強硬に反対して対立する。レオーン3世はこの報復として イコン崇敬を異端であると見なし、726年にイコン崇敬の禁止令を出して聖像破壊運動（イコノクラスム）を開始し、さらにグレゴリウスに対しても聖像破壊運動を正式に承認するように圧力をかけた。グレゴリウス2世はイタリア北部の有力者らの後押しを受けてこれを拒絶し、なおも対立を続けた。
731年2月11日、在位15年8か月と23日で死去した。